# Rivers Chambers
Rivers Chambers was een Amerikaanse jazzpianist. Hij was een van de belangrijkste leiders in het jazzcircuit, onderdeel van de muziek van Baltimore (Maryland). Hij was oorspronkelijk pianist bij John Ridgely, onderdeel van de eerste jazzband in Baltimore en leidde later jarenlang de huisband in het Royal Theatre. Zijn Rivers Chambers Orchestra was jarenlang een vaste waarde in het jazzcircuit van Baltimore.